# Chris Prynoski
Chris Prynoski (New Jersey, 1º novembre 1971) è un animatore e regista statunitense, noto per aver lavorato a diversi programmi televisivi come Metalocalypse, Freaknik: The Musical, Motorcity e Megas XLR e al film Beavis & Butt-Head alla conquista dell'America.

## Biografia
Prynoski è nato a Trenton, New Jersey ed è cresciuto a Bordentown sempre nel New Jersey. Ha frequentato le scuole pubbliche locali di Bordentown e successivamente la Notre Dame High School. Dopo la scuola superiore, ha frequentato la scuola d'arte e si è laureato alla School of Visual Arts nel 1994.
Prynoski ha iniziato la sua carriera a New York, soprattutto attraverso lo studio di MTV e in programmi televisivi come Daria e Beavis and Butt-head. In quegli anni aveva anche creato la serie televisiva Downtown, candidata per il premio Emmy nel 2000, ed è stato nominato "Best Animated Sequence in a Feature Film" nel film Beavis & Butt-Head alla conquista dell'America dalla National Cartoonists Society. Nello stesso anno si è trasferito a Hollywood, dove ha aperto il proprio studio Titmouse, Inc. con sua moglie, Shannon Prynoski.
L'animazione di Prynoski può essere vista nelle sequenze di apertura di Gli Osbourne e The Simple Life. Il regista ha anche diretto il video promozionale ad animazione di Foot Long Hot Dog Inventor di Budweiser e molti videoclip di artisti del calibro di Velvet Revolver, Snoop Dogg e George Clinton. Ha inoltre collaborato nell'animazione de Il laboratorio di Dexter, Megas e XLR Metalocalypse per Cartoon Network, di The Amazing Screw-On Head con Paul Giamatti, di Happy Monster Band per la Disney, di Motorcity per Disney XD e di Downtown per MTV. Prynoski ha diretto Freaknik: The Musical per Adult Swim ed è stato il produttore esecutivo di Black Panther per la Marvel e G.I. Joe: Resolute per la Hasbro.
Il suo studio di animazione, Titmouse, Inc., è conosciuto per aver lavorato a Guitar Hero, al cortometraggio Scott Pilgrim vs. The Animation e alle serie televisive quali Metalocalypse, Avatar - La leggenda di Aang, Afro Samurai, DJ & the Fro, Community, The Venture Bros. e Freaknik: The Musical e Superjail!.
Nel giugno 2022, è stato assunto per co-dirigere assieme a Jennifer Kluska un prossimo film d'animazione del franchise Ghostbusters.

## Filmografia parziale

### Regista

#### Cinema
- Nerdland (2016)

#### Televisione
- Daria - serie animata, episodio 1x07 (1997)
- Downtown - serie televisiva, episodio 1x01 (1999)
- Che spettacolo di cartoni animati (The What a Cartoon Show) - serie animata, episodio 3x06 (2002)
- Megas XLR - serie animata, 13 episodi (2004)
- The Amazing Screw-on Head - film TV (2006)
- Let's Fish - cortometraggio TV (2007)
- Metalocalypse - serie animata, 13 episodi (2006-2008)
- Happy Monster Band - serie animata, 10 episodi (2007)
- Freaknik: The Musical - film TV (2010)
- Major Lazer - cortometraggio TV (2011)
- Motorcity - serie animata, 10 episodi (2012)
- Turbo Fast - serie animata, episodi 1x01-1x09 (2013-2014)
- Uncle Grandpa - serie animata, episodio 5x17 (2017)

#### Videogiochi
- ModNation Racers (2010)

### Produttore

#### Televisione
- Black Panther – serie animata, episodi 1x01-1x02 (2010)
- Mao-Mao e gli eroi leggendari (Mao Mao: Heroes of Pure Heart) - serie animata, 40 episodi (2019-2020)
- The Midnight Gospel - serie animata, 8 episodi (2020)
- Star Trek: Lower Decks - serie animata, 30 episodi (2020-2022)
- La leggenda di Vox Machina (The Legend of Vox Machina) – serie animata, 24 episodi (2022-2023)
- The Boys presenta: Diabolico! (Diabolical) – serie animata, 8 episodi (2022)
- Beavis and Butt-head – serie animata, 24 episodi (2022-2023)
- Jentry Chau contro il regno dei demoni – serie animata, 13 episodi (2024)

## Riconoscimenti (parziale)
- Premio Emmy
  - 2000 - Candidatura al miglior programma d'animazione per Downtown[3]
  - 2019 - Candidatura al miglior programma d'animazione per l’episodio Il Planned Parenthood Show della serie Big Mouth[3]
  - 2020 - Candidatura al miglior programma d'animazione per l’episodio Rivelazioni: il musical! della serie Big Mouth[3]
  - 2021 - Candidatura al miglior programma d'animazione per l’episodio La mia nuova identità della serie Big Mouth[3]
  - 2022 - Candidatura al miglior programma di cortometraggi animati per l’episodio John e Sun-Hee della serie The Boys presenta: Diabolico![3]